# Agama persimilis
Espèce
Agama persimilis est une espèce de sauriens de la famille des Agamidae.

## Répartition
Cette espèce se rencontre en Somalie, en Éthiopie et au Kenya.

## Publication originale
- Parker, 1942 : The lizards of British Somaliland. Bulletin of the Museum of Comparative Zoology, Harvard, vol. 91, p. 1-101 (texte intégral).